# Nils Sandström
Nils Gottfried Sandström (né le 9 août 1893 à Göteborg et décédé le 17 juin 1973 à Stockholm) est un athlète suédois spécialiste du sprint. Son club était le SoIK Hellas.

## Biographie

### Palmarès
| Date | Compétition           | Lieu  | Résultat | Performance |
| ---- | --------------------- | ----- | -------- | ----------- |
| 1920 | Jeux olympiques d'été | Paris | 3e       | 42 s 8      |

### Records
| Épreuve    | Performance | Lieu | Date |
| ---------- | ----------- | ---- | ---- |
| 100 mètres | 10 s 7      |      | 1921 |
| 200 mètres | 22 s 2      |      | 1922 |